# Малина, Ян Казимир
Ян Казимир Малина (1620 — 24.11.1672) — пастор лютеранской церкви в Пруссии и Великом княжестве Литовском, литератор.

## Биография
Происходил из Силезии, теологическое образование получил в Кёнигсберге. 
В 1647 году - диакон в Ризенбурге. 
В 1650 - 1653 гг. - пастор в Христбурге.
В 1653 - 1655 гг. - пастор в Вильно, суперинтендант лютеранской церкви Великого княжества Литовского.
В 1655 г. выехал в Кёнигсберг в связи с наступлением российских войск на Вильно.
С 1658 г. - пастор, областной архипресвитор и провинциальный инспектор школ в Тильзите.
В 1667 г. губернатор Пруссии Б.Радзивилл предоставил право служить суперинтендентом лютеранской церкви Великого княжества Литовского.
В 1672 г. умер в Тильзите (по другим сведениям - в Вильно).